# چیرا بل
چیرا بل (انگلیسی: Cheyra Bell؛ زادهٔ ۲۴ سپتامبر ۱۹۸۸) بازیکن فوتبال اهل بریتانیا است.
وی همچنین در تیم ملی فوتبال Bermuda بازی کرده‌است.